# Premio Nacional de Artes de la Representación y Audiovisuales de Chile
El Premio Nacional de Artes de la Representación y Audiovisuales de Chile fue creado el año 1992 bajo la Ley N.º 19.169. Se otorga a la persona que se haya distinguido por sus logros en la respectiva área de las artes (Artículo 8º. de la referida ley). Forma parte de los Premios Nacionales de Chile.
El premio, que se concede cada año impar, consiste en un diploma, la suma $6.576.457 (pesos chilenos) de 1992 reajustados según el IPC y una pensión vitalicia mensual de 20 UTM.

## Galardonados
1. 1993: Jorge Díaz Gutiérrez (n. Rosario, 1930–f. Santiago, 2007), dramaturgo chileno, de origen argentino, formado en la Pontificia Universidad Católica de Chile. El premio fue otorgado bajo el gobierno del presidente de la República de Chile, Patricio Aylwin Azócar.
2. 1995: Bélgica Castro Sierra (n. Concepción, 1921–f. Santiago, 2020), actriz y docente chilena, formada en la Universidad de Chile. El premio fue otorgado bajo el gobierno del presidente de la República de Chile, Eduardo Frei Ruiz-Tagle.
3. 1997: Raúl Ruiz Pino (n. Puerto Montt, 1941–f. París, 2011), cineasta, documentalista y académico chileno, formado en la Universidad de Chile. El premio fue otorgado bajo el gobierno del presidente de la República de Chile, Eduardo Frei Ruiz-Tagle.
4. 1999: María Canepa Pesce (n. Cassinelle, 1921–f. Santiago, 2006), actriz chilena, de origen italiano, formada en la Universidad de Chile. El premio fue otorgado bajo el gobierno del presidente de la República de Chile, Eduardo Frei Ruiz-Tagle.
5. 2001: María Luisa Solari Mongrio (n. Matagalpa, 1920–f. Santiago, 2005), bailarina y coreógrafa chilena, de origen nicaragüense, formada en la Universidad de Chile. El premio fue otorgado bajo el gobierno del presidente de la República de Chile, Ricardo Lagos Escobar.
6. 2003: Marés González (n. Posadas, 1925–f. Santiago, 2008), actriz y docente chilena, de origen argentino, formada en la Universidad de Chile. El premio fue otorgado bajo el gobierno del presidente de la República de Chile, Ricardo Lagos Escobar.
7. 2005: Fernando González Mardones (n. Santiago, 1939–f. Santiago, 2023), director de teatro y académico chileno, formado en la Universidad de Chile. El premio fue otorgado bajo el gobierno del presidente de la República de Chile, Ricardo Lagos Escobar.
8. 2007: Gustavo Meza Webar (n. Osorno, 1936–), director de teatro y académico chileno, formado en la Universidad de Chile. El premio fue otorgado bajo el gobierno de la presidenta de la República de Chile, Michelle Bachelet Jeria.
9. 2009: Ramón Núñez Villarroel (n. Melipilla, 1941–), actor, director y académico chileno, formado en la Pontificia Universidad Católica de Chile. El premio fue otorgado bajo el gobierno de la presidenta de la República de Chile, Michelle Bachelet Jeria.
10. 2011: Juan Radrigán Rojas (n. Antofagasta, 1937–f. Santiago, 2016), dramaturgo chileno. El premio fue otorgado bajo el gobierno del presidente de la República de Chile, Sebastián Piñera Echenique.
11. 2013: Egon Wolff Grobler (n. Santiago, 1926–f. Santiago, 2016), dramaturgo chileno, formado en la Pontificia Universidad Católica de Chile. El premio fue otorgado bajo el gobierno del presidente de la República de Chile, Sebastián Piñera Echenique.
12. 2015: Héctor Noguera Illanes (n. Santiago, 1937–), actor, director y académico chileno, formado en la Pontificia Universidad Católica de Chile. El premio fue otorgado bajo el gobierno de la presidenta de la República de Chile, Michelle Bachelet Jeria.
13. 2017: Alejandro Sieveking Campano (n. Rengo, 1934–f. Santiago, 2020), dramaturgo y actor chileno, formado en la Universidad de Chile. El premio fue otorgado bajo el gobierno de la presidenta de la República de Chile, Michelle Bachelet Jeria.
14. 2019: Ramón Griffero Sánchez (n. Santiago, 1954–), director de teatro y dramaturgo chileno, formado en la Universidad de Chile. El premio fue otorgado bajo el gobierno del presidente de la República de Chile, Sebastián Piñera Echenique.
15. 2021: Joan Turner Roberts (n. Londres, 1927-f. Santiago 2023), bailarina y coreógrafa británica-chilena, formada en el Ballets Jooss y la Universidad de Chile. El premio fue otorgado bajo el gobierno del presidente de la República de Chile, Sebastián Piñera Echenique.
16. 2023: Patricio Guzmán Lozanes (n. Santiago, 1941), director de cine chileno formado en la Universidad de Chile. El premio fue otorgado bajo el gobierno del presidente de la República de Chile, Gabriel Boric Font.

- Datos: Q6084645